# Caoayan
Caoayan est une municipalité de 4e classe située dans la province d'Ilocos Sur aux Philippines. Selon le recensement de 2010 elle est peuplée de 18 551 habitants.

## Barangays
Caoayan est divisée en 17 barangays.
- Anonang Mayor
- Anonang Menor
- Baggoc
- Callaguip
- Caparacadan
- Fuerte
- Manangat
- Naguilian
- Nansuagao
- Pandan
- Pantay-Quitiquit
- Don Dimas Querubin (Poblacion)
- Puro
- Tamurong
- Villamar
- Don Alejandro Quirolgico (Poblacion)
- Don Lorenzo Querubin (Poblacion)